# Uidemar
Uidemar, właśc. Uidemar Pessoa de Oliveira (ur. 8 stycznia 1965 w Damolândii) – piłkarz i trener brazylijski, występujący podczas kariery na pozycji pomocnika.

## Kariera klubowa
Karierę piłkarską Uidemar rozpoczął w klubie Goiás EC w 1985. W lidze brazylijskiej zadebiutował 10 września 1985 w zremisowanym 1-1 meczu z Grêmio Porto Alegre. Z Goiás trzykrotnie zdobył mistrzostwo stanu Goiás – Campeonato Goiano w 1985, 1987 i 1989.
W latach 1989–1993 był zawodnikiem CR Flamengo. Z Flamengo zdobył mistrzostwo Brazylii w 1992, Copa do Brasil w 1990 oraz mistrzostwo stanu Rio de Janeiro – Campeonato Carioca w 1991. Ogółem w barwach rubro-negro rozegrał 163 spotkania, w których strzelił 8 bramek. W latach 1993–1995 występował w Meksyku w Club León. W 1995 ponownie był zawodnikiem Goiás.
W latach 1995–1996 w klubach z Rio – Botafogo i Fluminense FC. W barwach Flu 20 listopada 1996 w wygranym 1-0 meczu z EC Juventude Uidemar wystąpił po raz ostatni w lidze brazylijskiej. Było to nieudane pożegnanie, gdyż Uidemar został wyrzucony z boiska. Ogółem w latach 1986–1996 wystąpił w lidze w 138 meczach, w których strzelił 9 bramek.
Potem występował jeszcze m.in. w Ponte Preta Campinas i São José. Karierę zakończył w Paysandu SC w 1999.

## Kariera reprezentacyjna
W reprezentacji Brazylii Uidemar zadebiutował 12 grudnia 1987 w zremisowanym 1-1 towarzyskim meczu z reprezentacją RFN. Drugi i ostatni raz w reprezentacji Uidemar wystąpił 15 marca 1989 w wygranym 1-0 towarzyskim meczu z reprezentacją Ekwadoru.
| Mecze i gole w reprezentacji | Mecze i gole w reprezentacji | Mecze i gole w reprezentacji | Mecze i gole w reprezentacji | Mecze i gole w reprezentacji | Mecze i gole w reprezentacji | Mecze i gole w reprezentacji |
| #                            | Data                         | Miasto                       | Przeciwnik                   | Gol                          | Wynik                        | Rozgrywki                    |
| ---------------------------- | ---------------------------- | ---------------------------- | ---------------------------- | ---------------------------- | ---------------------------- | ---------------------------- |
| 1.                           | 12.12.1987                   | Brasília                     | RFN                          |                              | 1:1                          | towarzyski                   |
| 2.                           | 15.03.1989                   | Cuiabá                       | Ekwador                      |                              | 1:0                          | towarzyski                   |

## Kariera trenerska
Po zakończeniu kariery piłkarskiej Uidemar został trenerem. W 2011 prowadzi klub Penarol Itacoatiara, z którym zdobył mistrzostwo stanu Amazonas – Campeonato Amazonense.